# Viliam Schrojf
Viliam Schrojf, (ur. 2 sierpnia 1931 w Pradze  – zm. 1 września 2007 w Bratysławie) – słowacki piłkarz występujący na pozycji bramkarza.
W swojej karierze występował w klubach Křídla vlasti Olomouc, Slovan Bratysława i Lokomotíva Koszyce. W reprezentacji Czechosłowacji wystąpił 39 razy. Wraz z Czechosłowacją występował na MŚ 1954 w Szwajcarii, na MŚ 1958 w Szwecji i MŚ 1962 rozgrywanych w Chile. Na tych ostatnich mistrzostwach Czechosłowacja wywalczyła srebrny medal.